# Constitucionalismo
Constitucionalismo é como se denomina o movimento social, político e jurídico e até mesmo ideológico, a partir do qual emergem as constituições nacionais. Em termos genéricos e supranacionais, constitui-se parte de normas fundamentais de um ordenamento jurídico de um Estado, localizadas no topo da pirâmide normativa, ou seja, sua Constituição. Seu estudo implica, deste modo, uma análise concomitante do que seja Constituição com suas formas e objetivos. O constitucionalismo moderno, na magistral síntese de Canotilho "é uma técnica específica de limitação do poder com fins garantir limitação do poder do Estado".

## Significado
O termo constitucionalismo apresenta vários significados. Embora se enquadre numa perspectiva jurídica, tem alcance sociológico.
Sendo os principais significados, a limitação de poderes dos órgãos governantes, bem como a imposição das leis escritas, sendo o princípio fundamental da organização social do estado, denominado império da lei.

### Termo jurídico
Reporta-se a um sistema normativo, enfeixado na Constituição, e que se encontra acima dos detentores do poder.

### Termo sociológico
Sociologicamente representa um movimento social que dá sustentação à limitação do poder, inviabilizando que os governantes possam fazer prevalecer seus interesses e regras na condução do Estado. De qualquer modo, o constitucionalismo não pode ser entendido senão integrado com as correntes filosóficas, ideológicas, políticas e sociais dos séculos XVIII e XIX.

### Outros sentidos
André Ramos Domingos identifica quatro sentidos para o constitucionalismo: “Numa primeira acepção, emprega-se a referência ao movimento político-social com origens históricas bastante remotas que pretende, em especial, limitar o poder arbitrário. Numa segunda acepção, é identificado com a imposição de que haja cartas constitucionais escritas. Tem-se utilizado, numa terceira concepção possível, para indicar os propósitos mais latentes e atuais da função e posição das constituições nas diversas sociedades. Numa vertente mais restrita, o constitucionalismo é reduzido à evolução histórico-constitucional de um determinado Estado.

## Constitucionalismo segundo José Gomes Canotilho
Embora reconheça a existência de vários constitucionalismos nacionais (o constitucionalismo inglês, o constitucionalismo americano, o constitucionalismo francês), José Gomes Canotilho prefere falar em movimentos constitucionais “porque isso permite recortar desde já uma noção básica de constitucionalismo”. Para ele, constitucionalismo é a teoria (ou ideologia) que ergue o princípio do governo limitado indispensável à garantia dos direitos em dimensão estruturante da organização político-social de uma comunidade. Neste sentido o constitucionalismo moderno representará uma técnica específica de limitação do poder com fins garantísticos. É no fundo uma teoria normativa da política, tal como a teoria da democracia ou a teoria do liberalismo. Numa outra acepção – histórico-descritiva – fala-se em constitucionalismo moderno (que pretende opor ao constitucionalismo antigo) para designar o movimento político, social e cultural que, sobretudo a partir do século XVIII, questiona nos planos político, filosófico e jurídico os esquemas tradicionais de domínio político, sugerindo, ao mesmo tempo, a invenção de uma nova forma de ordenação e fundamentação do poder político”.

## Constitucionalismo consoante Uadi Lammêgo Bulos
O termo constitucionalismo tem dois significados diferentes: em sentido amplo, significa o fenômeno relacionado ao fato de todo Estado possuir uma Constituição em qualquer época da humanidade, independentemente do regime político adotado ou do perfil jurídico que se lhe pretenda atribuir; em sentido estrito, significa a técnica jurídica de tutela das liberdades, surgida nos fins do século XVIII, que possibilitou aos cidadãos o exercício, com base em Constituições escritas, dos seus direitos e garantias fundamentais, sem que o Estado lhes pudesse oprimir pelo uso da força e do arbítrio.
Assinale-se que, como movimento político-social objetivando limitar o poder político arbitrário, o constitucionalismo nem sempre se identifica com a existência de uma Constituição escrita, bastando lembrar o constitucionalismo não escrito da Inglaterra, com antecedente imediato das Constituições escritas do século XVIII. Note-se ainda que, como assinala Karl Loewenstein, organizações políticas anteriores viveram sob governos constitucionais sem a necessidade de articular limites estabelecidos para o exercício do poder político: tais limitações se achavam tão enraizadas nas convicções da comunidade política e nos costumes nacionais que eram respeitadas por governantes e governados.

## Doutrina
Envolve a necessidade de uma Constituição escrita para limitar o poder e garantir a liberdade, seja porque esta Constituição deve proclamar os direitos fundamentais do homem e apresentar-se como uma norma imposta aos detentores do poder estatal, seja porque ela obterá o equilíbrio necessário a que nenhum deles possa acumular poderes e eliminar a liberdade. Neste sentido, o constitucionalismo é dotado de um conjunto de princípios básicos destinados à limitação do poder político em geral e do domínio sobre os cidadãos em particular. O constitucionalismo é um arranjo institucional que assegura a diversificação da autoridade, para a defesa de certos valores fundamentais, como a liberdade, a igualdade e outros direitos individuais. Como ideologia, pode-se dizer que o constitucionalismo compreende os vários domínios da vida política, social e econômica: neste sentido o liberalismo é constitucionalismo.

## Organização do poder
O constitucionalismo consiste na divisão das funções do poder, já que o poder é único e, o que há, é a organização do Estado para o exercício desse poder, para que se evite o arbítrio e a prepotência, e representa o governo das leis e não dos homens, da racionalidade do direito e não do mero poder.
Nicola Matteucci adverte que “a hodierna definição de Constituição é demasiado ampla, a de constitucional demasiado restrita, para nelas basearmos o significado que hoje possui o termo constitucionalismo no pensamento e na ciência política, ou, melhor, naquela parte da ciência política que se preocupa com os problemas da técnica constitucional. Constitucionalismo não é hoje termo neutro de uso meramente descritivo, dado que engloba em seu significado o valor que antes estava implícito nas palavras Constituição e constitucional (um complexo de concepções políticas e de valores morais), procurando separar as soluções contingentes (por exemplo, a monarquia constitucional) daquelas que forma sempre suas características permanentes.

## Tecnicamente
Foi dito, usando uma expressão bastante abrangente, que o Constitucionalismo é a técnica da liberdade, isto é, a técnica jurídica pela qual é assegurado aos cidadãos o exercício dos seus direitos individuais e, ao mesmo tempo, coloca o Estado em condições de não os poder violar. E ao examinar o Constitucionalismo no âmbito da democracia política, conclui que ele hoje “não é outra coisa senão o modo concreto como se aplica e realiza o sistema democrático representativo".

## Evolução histórica
A história do constitucionalismo, segundo Karl Loewenstein (conhecido por "Klackson") , revela a busca do homem político das limitações ao poder absoluto exercido pelos detentores do poder, assim como o esforço de estabelecer uma justificação espiritual, moral e ética da autoridade, no lugar da submissão cega à facilidade da autoridade existente. Estas aspirações se concretizaram na necessária aprovação, por parte dos destinatários do poder, dos controles sociais exercidos pelos dominadores e, consequentemente, na participação ativa dos dominados no processo político.
Os hebreus já divisavam a existência do constitucionalismo como movimento de organização do Estado, que criaram limites, pela chamada “lei do Senhor” ao poder político. Cabia aos profetas, legitimados pela vontade popular, fiscalizar e punir os atos dos governantes que ultrapassassem os limites bíblicos.
Na Antiguidade clássica, surgem com os gregos, no século V AC, as Cidades-Estados em que se pratica a democracia direta, havendo identidade entre governantes e governados, sendo os cargos públicos exercidos por cidadãos escolhidos em sorteio, e limitado no tempo. Note-se, no entanto, que, posteriormente, a democracia grega deu lugar para os regimes despóticos ou ditatoriais. Na república romana, os denominados interditos objetivavam garantir os direitos individuais contra o arbítrio e a prepotência, mas o constitucionalismo acabou por se esvaecer com as guerras civis dos primeiros séculos antes de Cristo, acabando com o domínio de César.

### Constitucionalismo na idade Moderna
O princípio da primazia da lei, a afirmação de que todo poder político tem de ser legalmente limitado, é a maior contribuição para a história do Constitucionalismo. Contudo, na Idade Média, ele foi um simples princípio, muitas vezes pouco eficaz, porque faltava um instituto legítimo que controlasse, baseando-se no direito, o exercício do poder político e garantisse aos cidadãos o respeito à lei por parte dos órgãos do Governo.
A descoberta e aplicação concreta desses meios é própria, pelo contrário, do Constitucionalismo moderno: deve-se particularmente aos ingleses, em um século de transição como foi o século XVII, quando as Cortes judiciárias proclamaram a superioridade das leis fundamentais sobre as do Parlamento, e aos americanos, em fins do século XVIII, quando iniciaram a codificação do direito constitucional e instituíram aquela moderna forma de Governo democrático, sob o qual ainda vivem.
Na transição da monarquia absoluta para o Estado Liberal de Direito (final do século XVIII), os Estados passam a adotar leis fundamentais ou cartas constitucionais, reunindo, em documento escrito, sua organização política, bem como de declaração de direitos dos indivíduos, surgindo o constitucionalismo moderno.
Destacam-se como elementos que influíram na formação do constitucionalismo os seguintes: a doutrina do pactum subjectionis, pela qual, no medievo, o povo confiava no governante, na crença de que o governo seria exercido com equidade, legitimando-se o direito de rebelião popular, caso o soberano violasse essas regras; a invocação das leis fundamentais do reino, especialmente as referentes à sucessão e indisponibilidade do domínio real; celebração de pactos e escritos, subscritos pelo monarca e pelos súditos (Carta Magna de 1215, Petition of Rights, de 1628, Instrument of Government, de 1654, e Bill of Rights de 1689). Nos Estados Unidos da América do Norte, surgem os primeiros indícios do constitucionalismo com os chamados contratos de colonização (Compact, celebrado a bordo do navio Mayflower, em 1620, e as Fundamental Orders of Connecticut, de 1639). Situa-se no Declaration of Rights do Estado de Virgínia, de 1776, o marco do constitucionalismo, seguido pelas Constituições das ex-colônias britânicas da América do Norte, Constituição da Confederação dos Estados Americanos, de 1781, e, finalmente, pela Constituição da Federação de 1787.
Na França, cita-se a Declaração dos Direitos do Homem e do Cidadão, de 1789, seguida pela Constituição de 3.9.1791.
Caracteriza-se, assim, o constitucionalismo de fins do século XVIII pela ocorrência da ideia de tripartição dos poderes, harmônicos e independentes, garantia dos direitos individuais, crença na democracia representativa, demarcação entre a sociedade civil e o Estado, e ausência do Estado no domínio econômico (Estado absenteísta).
Já se observou que o modelo da Revolução Francesa de 1789 foi o mesmo da Revolução Inglesa do século XVII. Anota Marcello Cerqueira que “a violenta ruptura entre o Antigo Regime e a Revolução caracteriza a história constitucional francesa. Mas não é correta a afirmação de que o constitucionalismo inglês é unicamente obra de lenta e gradual evolução. A transição da monarquia absoluta para um regime constitucional foi consequência, também na Inglaterra, de uma violenta crise de natureza revolucionária. A revolução inglesa não foi menos sangrenta e rica em incidentes do que a revolução francesa, sobre a qual iria exercer enorme influência. As diferenças têm origem na específica idiossincrasia destes povos e de sua distinta circunstância histórica e geográfica.
O constitucionalismo do Estado Liberal de Direito acarretou o nascimento do abstracionismo constitucional, é dizer, o direito abstrato tomou o lugar do direito histórico. Com os influxos doutrinários do Iluminismo, chegou-se à racionalização do poder, cujo formalismo proporcionou a expansão do constitucionalismo formal. Em um primeiro momento, este constitucionalismo visava propiciar a segurança das relações jurídicas e a proteção do indivíduo.
O constitucionalismo liberal tem, desse modo, na sua essência, a construção do individualismo fundada na inação do poder estatal e na propriedade privada. Anote-se, no entanto, que, embora apresentem pontos em comum, o liberalismo não se confunde com o constitucionalismo. A propósito, assinala Carlos Ayres Brito que o liberalismo triunfou sobre o absolutismo porque limitar o poder político era (e é) a própria condição de defesa da liberdade e da cidadania. A razão e a consciência humana assim o proclamavam (e proclamam). Porém, era preciso fazer avançar o movimento racional e consciencial do constitucionalismo, levando-o também a limitar o poder econômico, pois que, sem essa limitação, numa economia típica de mercado, não havia (e não há), como impedir os fenômenos correlatos da concentração de renda e da exclusão social. A luta jurídico-política foi sem tréguas e o constitucionalismo social veio a significar: a) por um lado, preservação das conquistas liberais dos indivíduos e dos cidadãos contra o Estado; b) por outro, desmanietação desse mesmo Estado frente aos proprietários dos bens de produção, autóctones e alóctones, para que ele, mediante lei, assumisse postura intervencionista e dirigente em favor dos trabalhadores em particular e dos consumidores em geral. Ali, inação do Estado como condição de império do valor da liberdade e da cidadania. Aqui, ação estatal para a realização do valor da igualdade. Valores de cujo indissolúvel casamento nasce a fraternidade, esse terceiro leit motiv da burguesia ascendente do final do século VIII.

### Constitucionalismo na Idade Contemporânea
O advento do primeiro pós-guerra marca uma profunda alteração na concepção do constitucionalismo liberal: as Constituições de sintéticas passam a analíticas, consagrando nos seus textos os chamados direitos econômicos e sociais; a democracia liberal-econômica dá lugar à democracia social, mediante a intervenção do Estado na ordem econômica e social, sendo exemplos desse fenômeno as Constituições do México de 1917, a de Weimar de 1919 e, no Brasil, a Constituição de 1934.
As Constituições do segundo pós-guerra (1939-1945) prosseguiram na linha das anteriores, notando-se como significativo o surgimento de uma chamada terceira geração de direitos, no âmbito dos direitos fundamentais do homem, caracterizada pela previsão, nas declarações internacionais e até mesmo nos textos constitucionais, do direito à paz, ao meio ambiente, à copropriedade do patrimônio comum do gênero humano. Lembra Francisco Rezek que “o problema inerente a esses direitos de terceira geração é, como pondera Pierre Dupuy, o de identificar seus credores e devedores. Com efeito, quase todos os direitos individuais de ordem civil, política, econômica, social e cultural são operacionalmente reclamáveis, por parte do indivíduo, à administração e aos demais poderes constituídos em seu Estado patrial, ou em seu Estado de residência ou trânsito. As coisas se tornam menos simples quando se cuida de saber de quem exigiremos que garanta nosso direito ao desenvolvimento, à paz ou ao meio ambiente."
O constitucionalismo contemporâneo tem sido marcado por um totalitarismo constitucional, no sentido da existência de textos constitucionais amplos, extensos e analíticos, que encarceram temas próprios da legislação ordinária. Há um acentuado conteúdo social, a caracterizar a denominada constituição dirigente, repositório de promessas e programas a serem cumpridas pelos Poderes Legislativo, Executivo e Judiciário, o que muitas vezes acarreta o desprestígio e a desvalorização da própria Constituição, pelas falsas expectativas criadas. Examinando o tema, Uadi Lammêgo Bulos enuncia os traços gerais do constitucionalismo contemporâneo:

### Fases

#### I
Marcada pela existência de documentos constitucionais amplos, analíticos, extensos;

#### II
Alargamento dos textos constitucionais, isentando os indivíduos das coações autoritárias em nome da democracia política, dos direitos econômicos, dos direitos dos trabalhadores.

#### III
Disseminação da ideia de constituição dirigente, que diverge daquela visão tradicional de constituição, que a concebe como lei processual definidora de competências e reguladora de processos;

#### IV
Um setor significativo do constitucionalismo contemporâneo propõe a implantação de textos constitucionais pormenorizados, criticando o pensamento ideal da constituição como mero instrumento de governo;

#### V
Advento de novos arquétipos de compreensão constitucional, que vieram a enriquecer a Teoria Geral das Constituições (constituição como ordem jurídica fundamental, material e aberta da comunidade; constituição-dirigente; constituição como instrumento de realização da atividade estatal; constituição como programa de integração e de representação nacional; constituição como documento regulador do sistema político; constituição como processo público; constituição como meio de resolução de conflitos; constituição do porvir);

#### VI
Nas constituições contemporâneas, os direitos fundamentais apresentam-se na vertente axiológica (espelham a tábua de valores presentes no meio social) e na vertente praxeológica (dimensão operativa do constitucionalismo contemporâneo).
Consoante Paulo Bonavides, distingue-se no constitucionalismo dos países ocidentais três modelos sucessivos de Direito Constitucional. O primeiro deles é um Direito Constitucional de geração originária, isto é, o Direito Constitucional do Estado Liberal, que se ocupava da salvaguarda das liberdades humanas, e nasceu em sua rigidez formal na Europa, depois de “banhar-se de sangue no decurso das grandes tempestades e comoções revolucionárias do continente, sobretudo durante a Revolução Francesa”.
Sobreveio então o Direito Constitucional de segunda geração, ou seja, o Direito Constitucional do Estado Social, nascido depois dos abalos não menos traumáticos dos movimentos revolucionários e sociais ocorridos no México, na União Soviética e na República de Weimar.
Adverte, no entanto, Paulo Bonavides, que este Direito Constitucional só vingou em países do denominado Primeiro Mundo, porquanto foi neles que se introduziu de maneira mais efetiva e programática o princípio igualitário. Nada obstante, naqueles países “tem-se observado a ocorrência de um Estado social regressivo, já na esfera teórica, já no patamar programático. Tudo em consequência das formulações neoliberais da globalização”, envolvendo fatores econômicos, financeiros e de mercado, que implicaram na destruição dos modelos sociais e na perda de expansão de seus valores. Assim “trata-se, em verdade, de um Direito Constitucional avariado, decadente, estagnado, que perde densidade institucional, normativa e jurisprudencial à medida que a fusão federativa se acelera no Velho Continente”. Busca-se então, segundo o eminente constitucionalista, fundar “o Direito Constitucional da democracia participativa. Com esse Direito, poder-se-á salvar, preservar e consolidar o conceito de soberania que a onda reacionária do neoliberalismo contemporâneo faz submergir nas inconstitucionalidades do Poder”.
De qualquer modo, ressalte-se que, mesmo com os questionamentos relativos à denominada globalização nos planos econômico, social ou político, não há como negar a universalidade do constitucionalismo, por envolver a ideia de limitação do poder, de governo democrático e de proclamação e garantia dos direitos humanos.

## O constitucionalismo do futuro
Se o constitucionalismo tem sido marcado pela limitação do poder, opondo-se ao governo arbitrário, o seu conteúdo mostra-se variável, desde as suas origens.
Uma nova era histórico-constitucional surge no alvorecer do século XXI, com a perspectiva de que ao constitucionalismo social seja incorporado o constitucionalismo fraternal e de solidariedade.
Consoante assinala Dromi, o futuro do constitucionalismo deve “estar influenciado até identificar-se com a verdade, a solidariedade, o consenso, a continuidade, a participação, a integração e a universalização”, alcançando um ponto de equilíbrio as concepções extraídas do constitucionalismo moderno e os excessos do constitucionalismo contemporâneo.
Os valores acima apontados, e que marcarão, certamente, o constitucionalismo do futuro, podem ser assim resenhados:
I) Verdade – as constituições não mais conterão promessas impossíveis de serem realizadas, nem consagrarão mentiras. Para tanto, o referido publicista argentino analisa as normas que, de natureza programática, encerram projetos inalcançáveis pela maioria dos Estados, defendendo a necessidade de sua erradicação dos textos constitucionais. Por isso é que o constitucionalismo será verdadeiro, transparente e eficaz;
II) Solidariedade – as constituições do futuro aproximar-se-ão de uma nova ideia de igualdade, baseada na solidariedade dos povos, na dignidade da pessoa humana e na justiça social, com a eliminação das discriminações;
III) Continuidade – é muito perigoso em nosso tempo conceber constituições que produzam uma ruptura da denominada lógica dos antecedentes, pelo que as reformas constitucionais, embora objetivando adaptar os textos constitucionais às exigências da realidade, ocorrerão com ponderação e equilíbrio, dando continuidade ao caminho traçado;
IV) Participação – o povo e os corpos intermediários da sociedade participarão de forma ativa, integral e equilibrada no processo político (democracia participativa) eliminando-se, com isso, a indiferença social;
V) Integração – haverá integração, prevista nas constituições, mediante cláusulas que prevejam órgãos supranacionais, dos planos interno e externo do Estado, refletindo a integração espiritual, moral, ética e institucional dos povos;
VI) Universalização – os direitos fundamentais internacionais serão previstos nas constituições do futuro, com a prevalência universal da dignidade do homem, e serão eliminadas quaisquer formas de desumanização.

## O constitucionalismo no Brasil
O nascimento do Brasil se deu sob o signo do constitucionalismo. A evolução histórica do constitucionalismo no Brasil coincide com as transformações substanciais do próprio Estado. A prática do nosso constitucionalismo se esboçou, sem sucesso, com o movimento revolucionário ocorrido em Pernambuco, em 1817, de inspiração republicana. Foi elaborado um Projeto de Lei Orgânica, de autoria de Antonio Carlos Ribeiro de Andrada, para ser a Constituição da novel República.
A primeira Constituição brasileira, de 1824, surgiu de um ato de violência política, pela dissolução, por D. Pedro I, da Assembleia Constituinte. A Constituição monárquica durou, no entanto, 67 anos, a mais longa de todas as Constituições brasileiras. Foi substituída pela Carta de 1891 que, com pequena reforma ocorrida em 1926, é interrompida pela Revolução de 1930. Após uma sangrenta guerra civil, surgida exatamente da ausência de uma constituição, vem o texto de 1934, que introduz no constitucionalismo brasileiro a ideia social, já que as duas Constituições anteriores refletiam uma concepção marcadamente liberal de Estado. Em 1937 é desferido um golpe de Estado, por Getúlio Vargas, que outorga a Constituição de 1937, que não chegou a entrar em vigor, governando o ditador por decretos-leis na ausência de órgãos legislativos. Derrubada a ditadura, em 1945, reimplanta-se a normalidade constitucional democrática, com a Constituição de 1946, que duraria até o golpe de 1964, quando é votada pelo Congresso Nacional a Constituição de 1967, de curta duração, sucedida por uma Emenda outorgada em 1969, que perduraria até a votação da Constituição democrática de 1988. De se mencionar ainda que o constitucionalismo brasileiro conheceu duas Constituições provisórias: o Decreto n. 1, de 15 de novembro de 1889, e o Decreto n. 19.398, de 11 de novembro de 1930, que, emanados de governos revolucionários, foram documentos de expressiva força constitucional.
Pode-se assim dizer que o constitucionalismo e o pensamento constitucional brasileiros seguem as Constituições e desdobram-se em quatro fases.

### Primeira fase
Liberal-centralizadora, que corresponde ao Império, destacando-se o pensamento do constitucionalista Pimenta Bueno, Marquês de São Vicente, com a sua obra Direito Público Brasileiro e Análise da Constituição do Império, publicada em 1857, obrigatória para a interpretação da Constituição de 1824. O liberalismo centralizador do Império, refletido, sobretudo, na existência do Poder Moderador tal como instituído pela Constituição de 1824, deve-se a Aureliano Tavares Bastos, em suas Cartas do Solitário (1863) e A Província (1870), em que aponta os vícios político-administrativos da centralização e a necessidade da sua extinção para o desenvolvimento, com a República nos moldes das instituições norte-americanas.

### Segunda fase
A segunda fase do constitucionalismo brasileiro, a republicana, é dominada pelo pensamento de Rui Barbosa, autor principal do projeto da Constituição de 1891, e na oposição após o governo provisório de que resultou aquela Constituição liberal. Rui foi o defensor do hábeas corpus e do controle de constitucionalidade pelo Poder Judiciário. Destaque-se também no período republicano a obra de João Barbalho, referência para a interpretação da Carta de 1891, bem como os Comentários de Carlos Maximiliano. O período é marcado ainda por um nacionalismo realista e autoritário inaugurado por Alberto Torres, e no plano constitucional pela obra de Oliveira Vianna, que, no Idealismo da Constituição (1927) enfraquece o trabalho de Rui Barbosa, em prol das liberdades públicas, em nome de um realismo e da eficiência. Surgem novos e jovens pensadores que procuram substituir o direito pela sociologia e economia, vendo com maus olhos o constitucionalismo.

### Terceira fase
A autoritária (Constituição de 1937), é marcada pelo período em que se desenvolvem as ideias contrárias a um constitucionalismo liberal e um nascente decisionismo autoritário. A Constituição de 1934, inspirada na de Weimar, de 1919, tornou-se mais uma esperança liberal do que uma realidade. A Constituição de 1937, elaborada por Francisco Campos, sob a inspiração da polonesa de 1935, é marcada pelo autoritarismo. Como previa um plebiscito, jamais realizado, para sua entrada em vigor, desnecessário que se escrevessem comentário a seu texto, ficando tudo ao arbítrio do ditador que enfeixava em suas mãos todos os poderes do Estado. Nada obstante, há o Comentário de Pontes de Miranda, junto com o livro de Azevedo Amaral – Estado Autoritário e a Realidade Nacional – e o trabalho de Augusto E. Estelita Lins – A Nova Constituição dos Estados Unidos do Brasil.

### Quarta fase
É a do período liberal-social, abrangendo as Constituições de 1946, e a de 1988, com o hiato das de 1967/1969, em que houve retorno ao modelo estatizante e centralizador. Houve expressiva produção teórica, sob o influxo da Constituição de 1946. Mencione-se, entre outras, as obras de Sampaio Doria – Curso de Direito Constitucional – com forte acento federalista e liberal, em oposição ao Estado Novo; o Direito Constitucional de Pedro Calmon, com valiosas informações históricas; o Curso de Direito Constitucional, em dois volumes, de Afonso Arinos de Melo Franco; os Comentários de Pontes de Miranda; Princípios Gerais do Direito Constitucional Moderno de Pinto Ferreira, que constitui uma interpretação socialista da Constituição de 1946. Durante a Constituição de 1967 e a Emenda Constitucional n. 1/69, surgem as adaptações dos trabalhos de Pinto Ferreira, Pontes de Miranda e Paulino Jacques, o Curso de Direito Constitucional Positivo, de José Afonso da Silva, o Curso de Direito Constitucional de Rosah Russomano, o Curso de Direito Constitucional de Celso Ribeiro Bastos, o Direito Constitucional de Paulo Bonavides, havendo ainda o jurista português Marcelo Caetano, exilado no Brasil, publicado o seu Direito Constitucional.

### A Constituição de 1988
No que se refere a Constituição de 1988, destaque-se a influência direta no seu texto, do jurista português Gomes Canotilho, e do jusfilósofo socialista espanhol Elias Diaz.
Para aprofundamentos vide relações com a Teoria Pura do Direito de Hans Kelsen e o pensamento liberalista do Renascimento Ocidental. Vide ainda a complementação dialética de Norberto Bobbio e José Afonso da Silva.